# روبرت بيب (لاعب كرة قدم)
روبرت بيب (بالإنجليزية: Robert Beebe)‏ هو لاعب كرة قدم أمريكي في مركز حراسة المرمى، ولد في 23 سبتمبر 1992 في سامرفيل في الولايات المتحدة. لعب مع تشارلستون بيتري.